# Kỳ sau

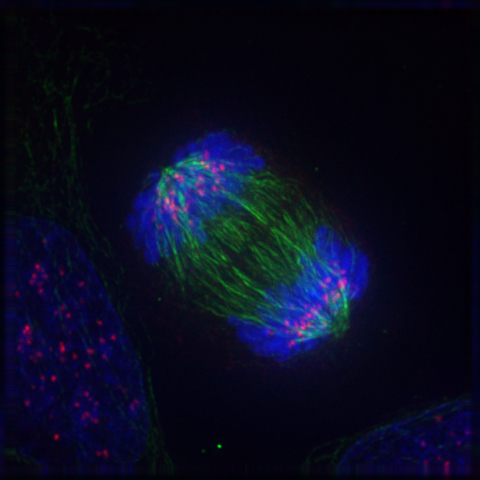
Một tế bào đang trải qua kỳ sau.

Kỳ sau (tiếng Anh: Anaphase) là một kỳ của quá trình nguyên phân sau kỳ giữa khi các nhiễm sắc thể bản sao bị tách ra và các nhiễm sắc tử con bị chuyển tới cực đối diện của tế bào. Các nhiễm sắc thể cũng đạt tới trạng thái đông đặc tối đa toàn thể ở cuối kỳ sau, để giúp quá trình phân tách nhiễm sắc thể và sự tái hình thành của nhân.
Kỳ sau bắt đầu khi phức hợp xúc tiến kỳ sau đánh dấu một chaperone ức chế gọi là securin bằng ubiquitin để phân giải. Securin là một protein có chức năng ức chế một một protease gọi là separase. Việc phân giải securin sẽ giải phóng separase, thứ sau đó sẽ phân tách cohesin, một protein chịu trách nhiệm giữ các nhiễm sắc tử chị em dính với nhau. Tâm động bị tách ra, và các nhiễm sắc tử con mới bị kéo về phía các cực. Chúng tạo thành hình chữ V hoặc Y khi chúng bị kéo lại.
Trong khi các nhiễm sắc thể bị kéo về mỗi bên của tế bào, sợi thoi không có thể động đẩy lẫn nhau kéo tế bào thành hình ô-van.
Khi kỳ sau hoàn tất, tế bào tiến vào kỳ cuối.

## Mối liên hệ với chu kỳ tế bào
Kỳ sau chiếm xấp xỉ 1% khoảng thời gian diễn ra chu kỳ tế bào. Nó bắt đầu với sự khởi động được điều chỉnh của quá trình biến chuyển từ kỳ giữa sau kỳ sau. Kỳ giữa kết thúc với sự phân giải cyclin B. Cyclin B được đánh dấu bằng ubiquitin thứ đánh dấu nó để bị phân giải bởi các proteasome, điều này là cần thiết cho các hoạt động của kinase phụ thuộc vào cyclin kỳ giữa (metaphase cyclin-dependent kinases - M-Cdks).